# Chionomesa bartletti
Chionomesa bartletti, "fläckgumpad smaragd", är en fågel i familjen kolibrier.

## Utbredning och systematik
Fågeln förekommer i östra och sydöstra Peru (söderut från San Martín), norra Bolivia (Pando, La Paz, Beni och Santa Cruz) samt närliggande västra Brasilien (Acre and SW Amazonas), med tvekan även i allra östligaste Ecuador (Napo). Den betraktas oftast som underart till violettstrupig smaragd (Amazilia lactea), men urskiljs sedan 2014 som egen art av Birdlife International, IUCN och Handbook of Birds of the World.

## Status
Den kategoriseras av IUCN som livskraftig.

## Namn
Artens svenska och vetenskapliga namn hedrar den engelske zoologen  Edward Bartlett (1844-1908), verksam som samlare i Amazonområdet 1865-1869.